# Metrosideros excelsa
Metrosideros excelsa är en myrtenväxtart som beskrevs av Daniel Carl Solander och Joseph Gaertner. Metrosideros excelsa ingår i släktet Metrosideros och familjen myrtenväxter. Inga underarter finns listade i Catalogue of Life. Det svenska namnet är maorimyrten.

## Bildgalleri

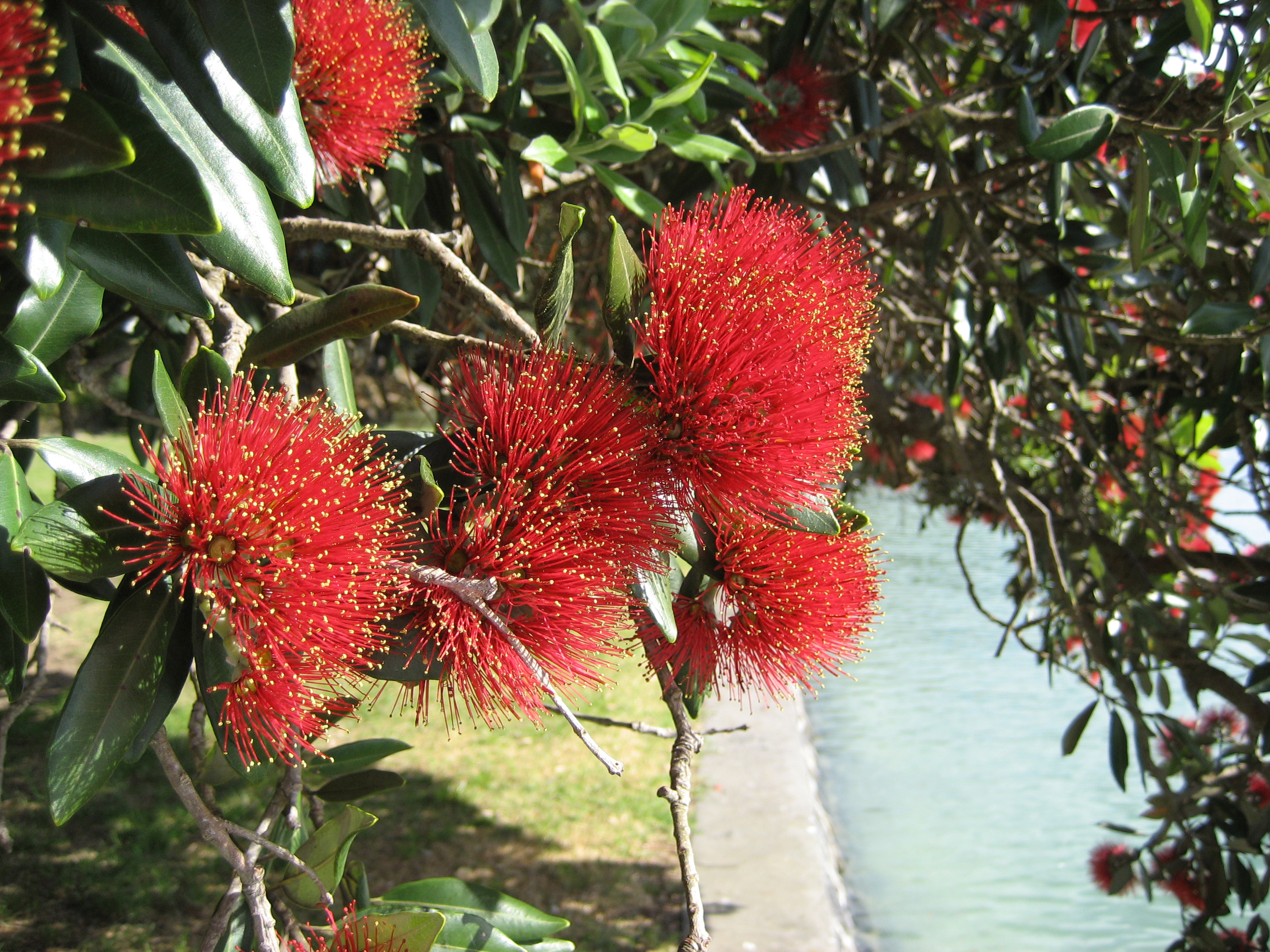
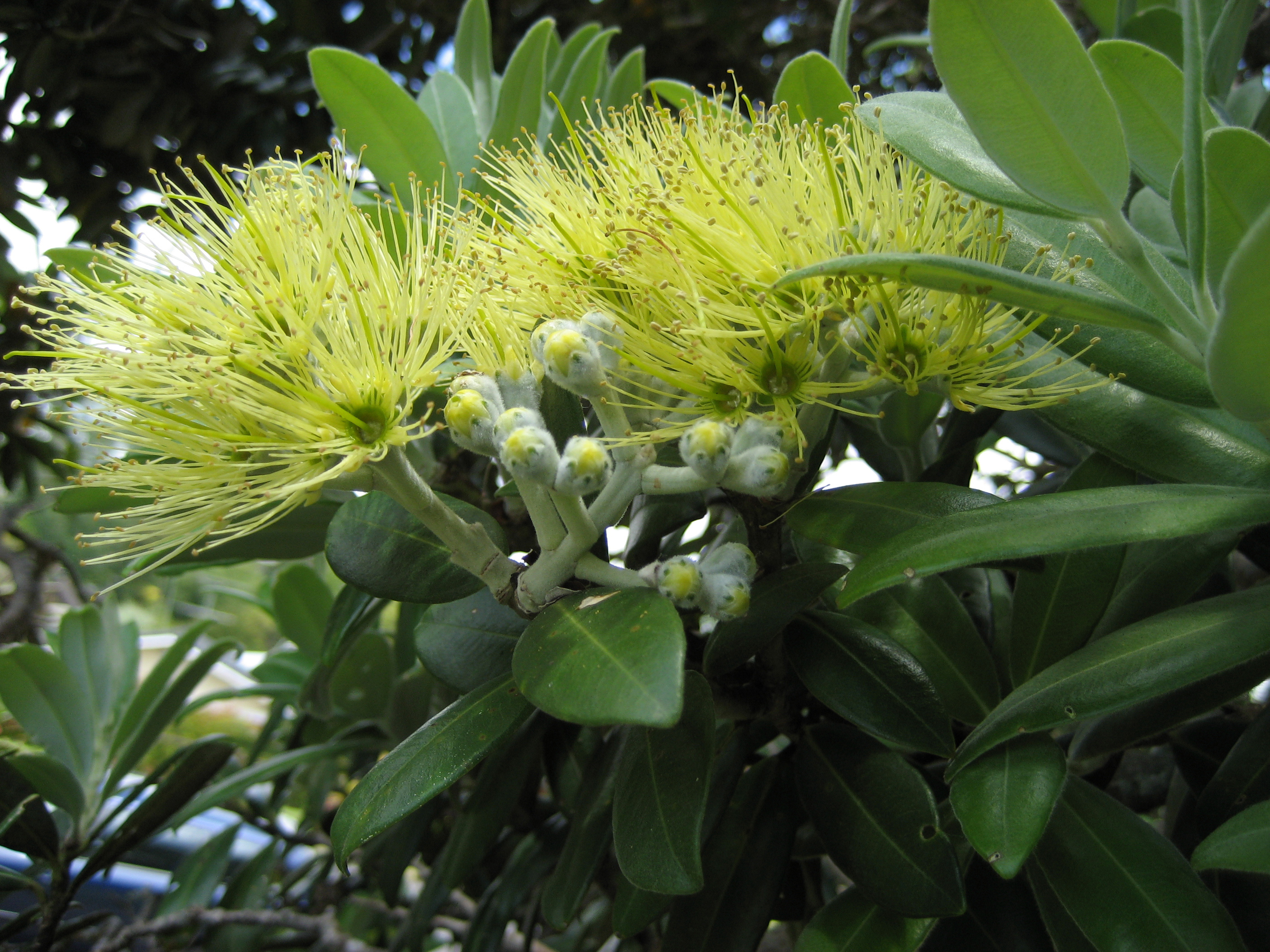
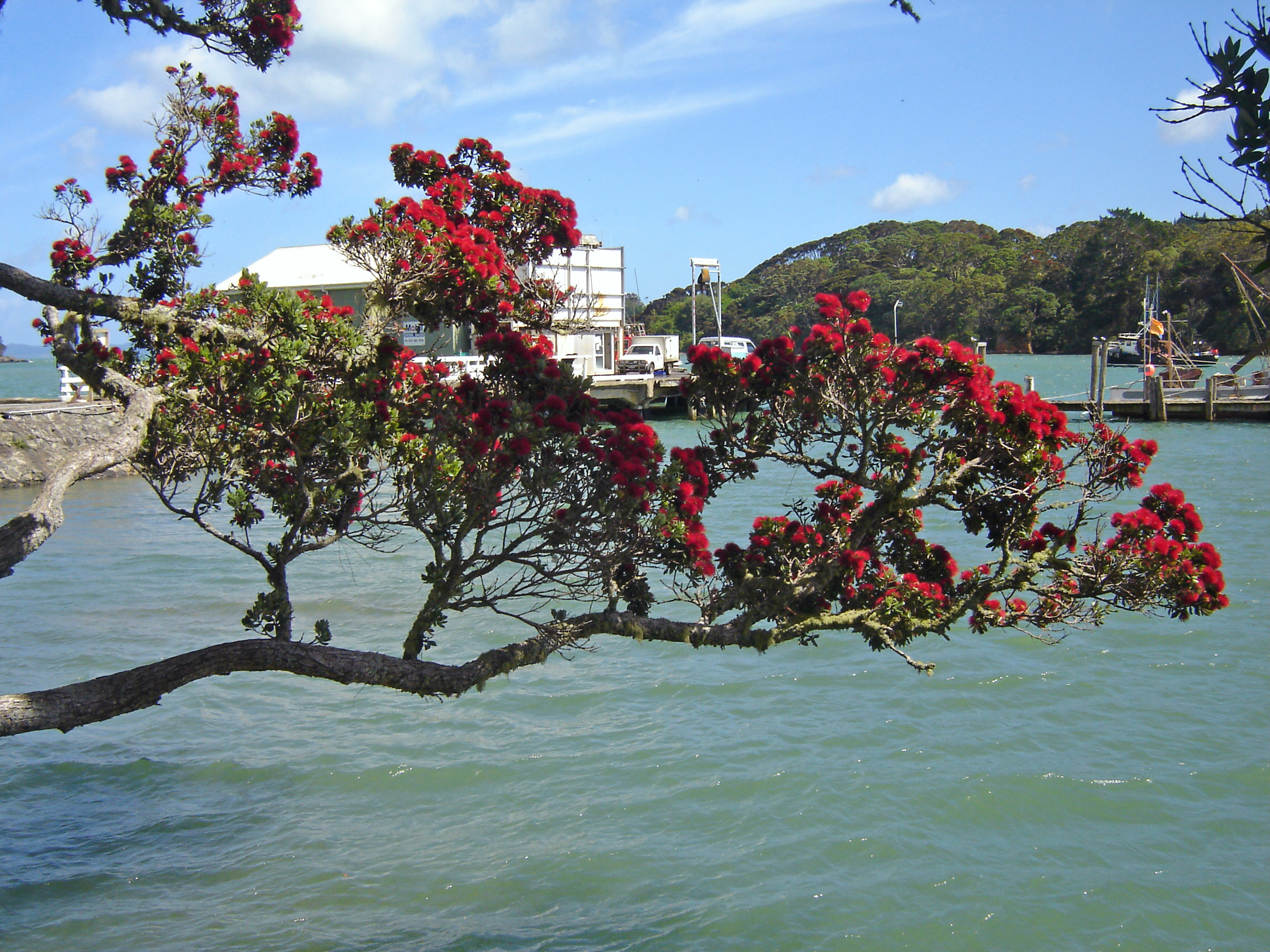
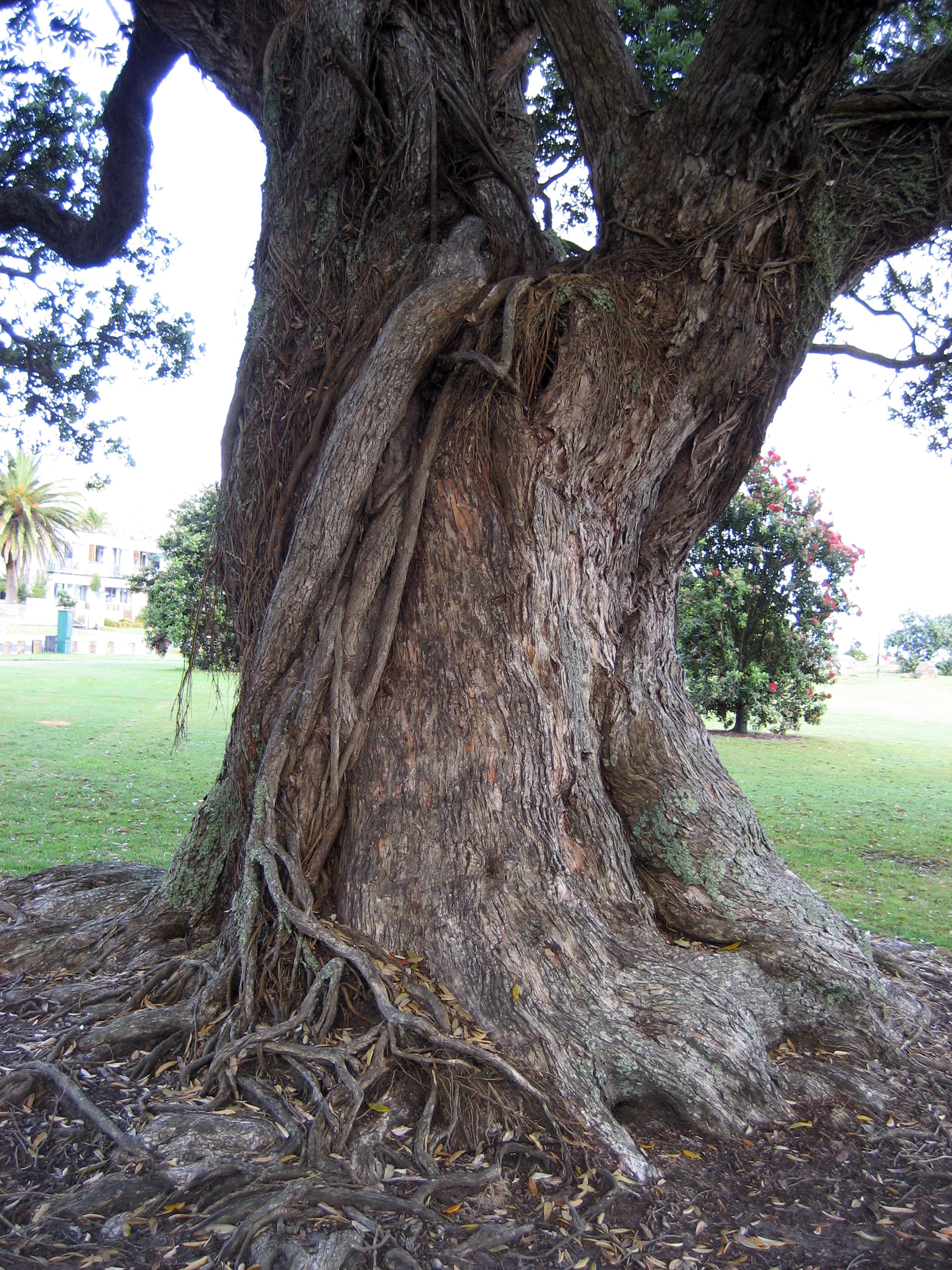
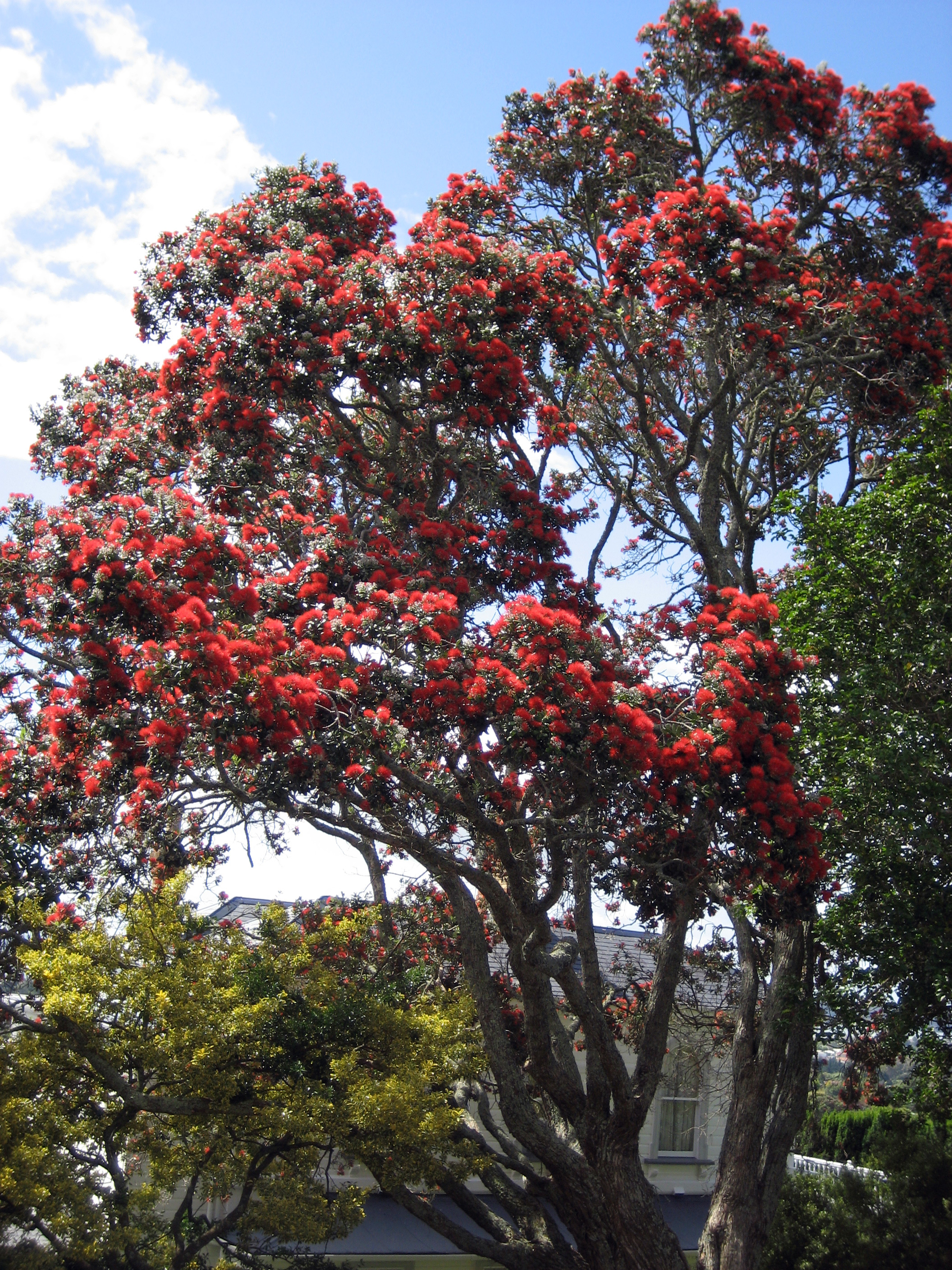
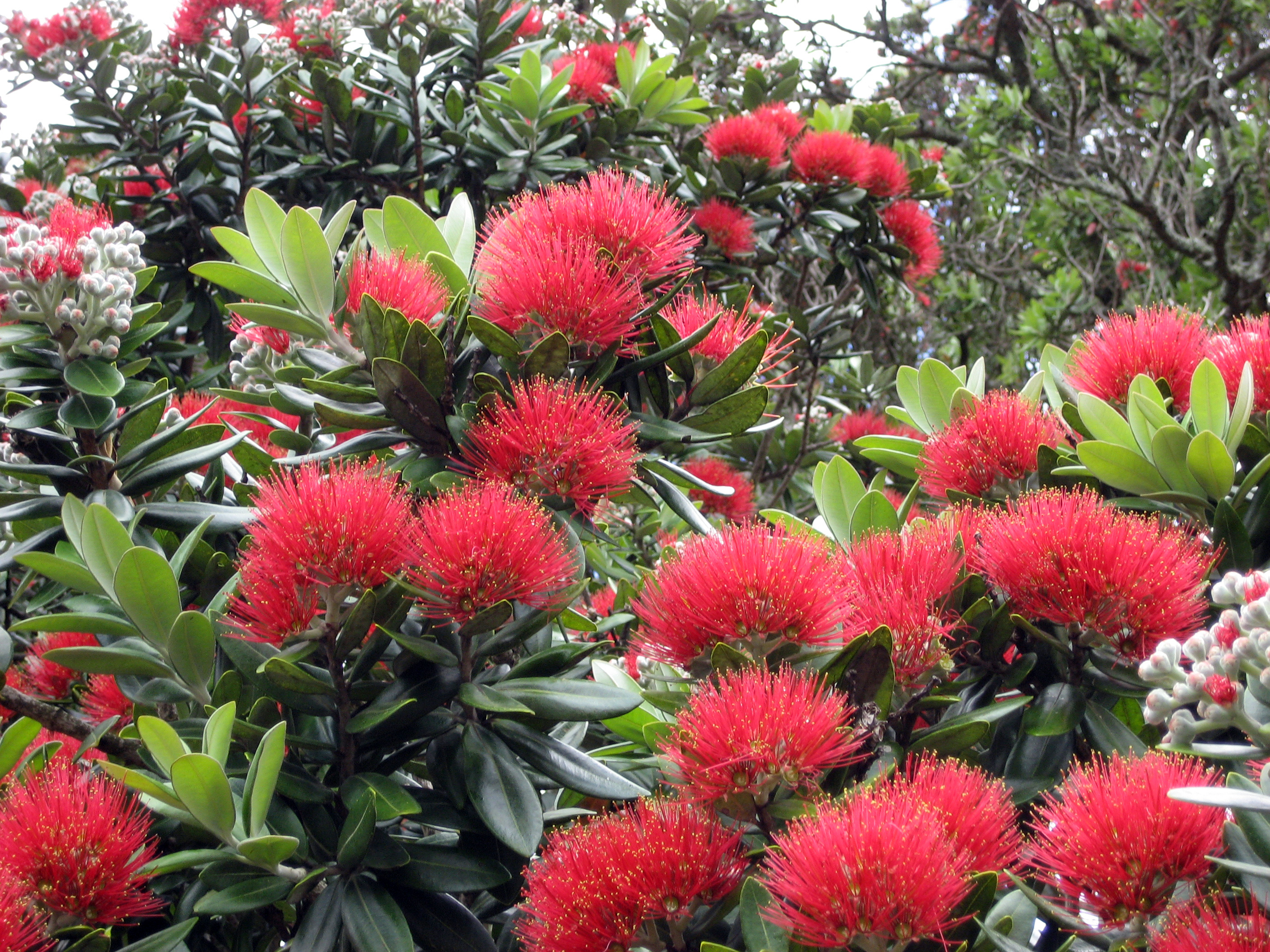